# Touit purpuratus
La cotorrita purpurada o periquito zafiro (Touit purpuratus) es una especie de ave de la familia Psittacidae, que se encuentra en Brasil, Colombia, Ecuador, Guayana francesa, Guyana, Perú, Surinam y Venezuela.

## Hábitat
Vive en el dosel del bosque húmedo de la Amazonia, en tierra firme, pantanos o riberas y caatingas hasta los 400 m de altitud, frecuentemente en bandas, de 12 a 40 aves, o en parejas.

## Descripción
Mide 17 a 18 cm de longitud. La mayoría del plumaje del cuerpo es verde con la corona y la nuca color marrón; las alas en los dos extremos presentan color marrón opaco; la grupa es azul violácea. Es inconfundible porque los extremos de la cola, tanto dorsal como ventral son de color rojo a púrpura con borde negro. En la hembra el color marrón de la cabeza es más claro y la cola presenta rayas verdes. La subespecie T. p. viridiceps tiene la cabeza completamente verde.